# Gyldendal
Gyldendal (полное название Gyldendalske Boghandel, Nordisk Forlag Aktieselskab) — старейший и крупнейший из издательских домов Дании, который ежегодно выпускает около четверти всех издаваемых в Скандинавии изданий, включая художественную и научно-популярную литературу, словари, учебники, справочные издания и т. п.

## История

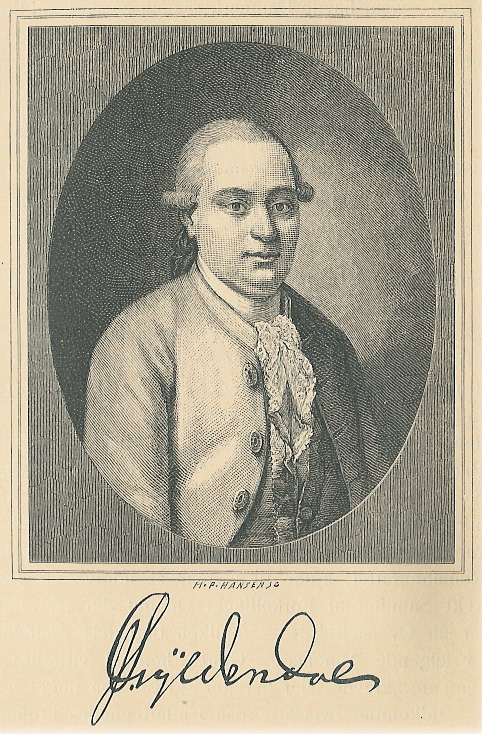
Сёрен Гюллендаль (1742—1802)

Издательство было основано в 1770 году в Копенгагене (Дания) владельцем книжного магазина Сёреном Гюллендалем (дат. Søren Gyldendal; 1742—1802). С 1787 года штаб-квартира Gyldendal бессменно находится в центре Копенгагена на улице Кларебодерн 3. Зять Сёрена Гюллдендаля, Якоб Дайхманн (дат. Jacob Deichmann; 1788—1853), принял на себя управление издательством в 1809 году и сделал Gyldendal ведущим издательством в Дании. В 1850 году Дайхманн продал Гильдендаль книготорговцу Фредерику Гегелю (дат. Niels Frederik Vilhelm Hegel; 1817—1887), потомки которого владели изданием в течение трех поколений.
В 1903 году Gyldendal и датское издательство Det Nordiske Forlag объединились в новый издательский дом под названием Gyldendalske Boghandel og det Nordiske Forlag под управлением Якоба Гегеля (дат. Jacob Hegel, сына Фредерика Гегеля. С 1906 года Gyldendal владел издательством Det Norske Forlagshus являвшееся ведущим издательством Норвегии, но в 1925 году было основано независимое норвежское издательство под названием Gyldendal Norsk Forlag («Норвежское издательство Gyldendal»), выкупившее права норвежских авторов у Gyldendal.
Gyldendal является публичной компанией, и ее акции торгуются на Копенгагенской фондовой бирже. Gyldendal прекратил выпуск печатной версии своей энциклопедии в 2006 году, сосредоточившись вместо этого на продаже платных подписок на свою онлайн-энциклопедию Den Store Danske. К 2008 году было решено, что для поддержки этого онлайн-сайта нужен другой подход и с февраля 2009 года Gyldendal издает онлайн-энциклопедию без подписки.

## Деятельность
Среди основных направлений деятельности издательства — публикация современной и классической художественной литературы, учебных материалов, словарей (в том числе серии Gyldendals røde Ordbøger), книг для детей и молодежи, научной и научно-популярной литературы. Издательство выпускаеты также различные серии дешевых книг, таких как Gyldendals Tranebøge, выпущенная в 1959 году, и Gyldendals Paperbacks, которая выходит с 1982 года.

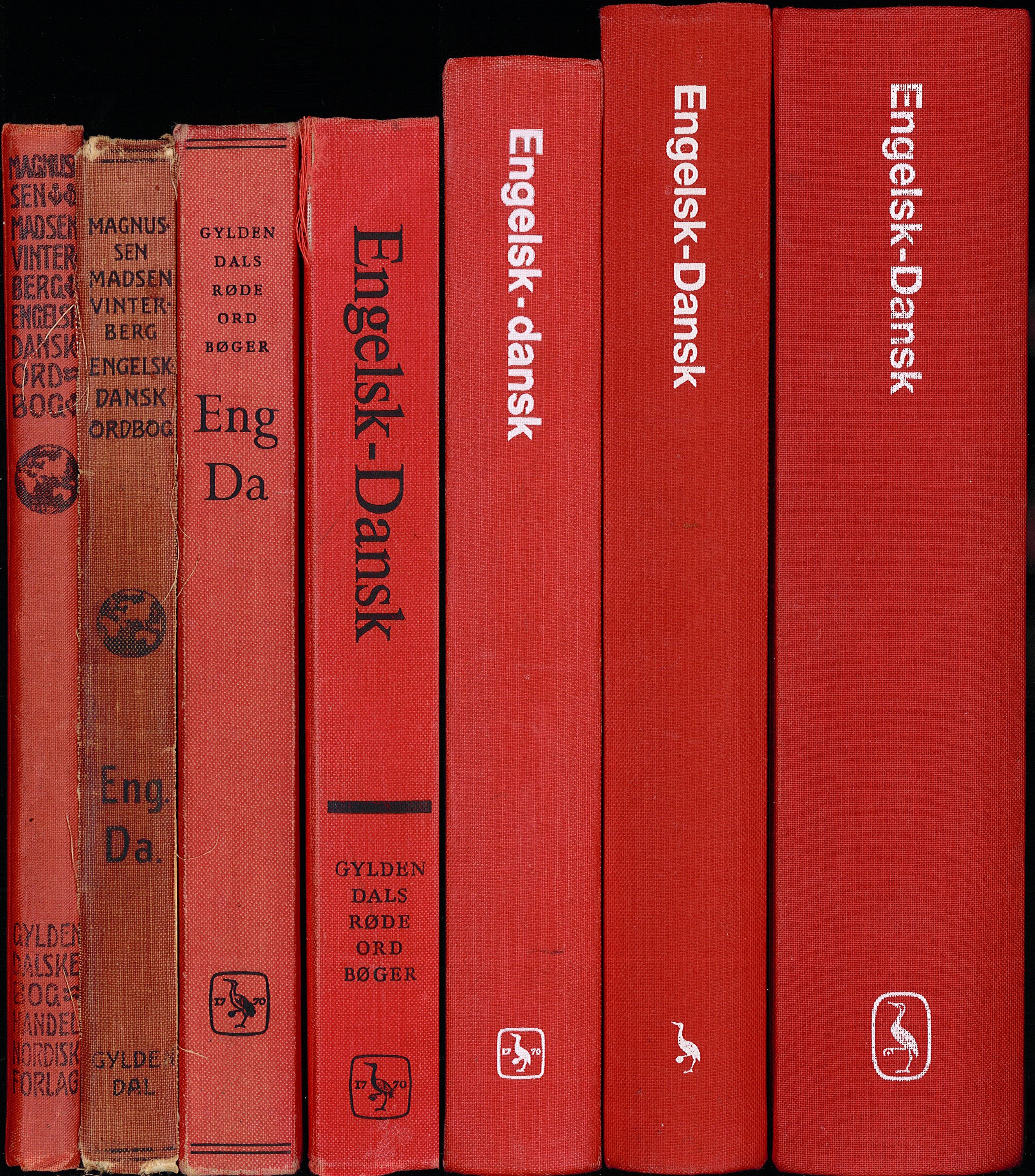
3, 5, 8, 9, 10, 12 и 13 издания «Англо-датского словаря» из серии Gyldendals røde Ordbøger

Gyldendal является владельцем всех датских книжных клубов, в том числе, Gyldendals Bogklub (основан в 1966 году), Samlerens Bogklub и книжного клуба для медицинских работников (Bogklubben Bogklubben for Sundhedsprofessionelle).
Также Gyldendal издает литературу в цифровых форматах — электронные и аудиокниги, которые продаются через приложение BØGER для iOS и в традиционных книжных магазинах. В сотрудничестве со шведским Storytel в 2013 году Gyldendal запустил потоковый сервис для аудиокниг, основанный на модели подписки, при которой пользователи платят фиксированную ежемесячную плату за доступ к неограниченному числу аудиокниг.
Издательство Gyldendal работает над оцифровкой своих предыдущих изданий, с тем чтобы литературное наследие стало доступно в цифровом виде. Gyldendal управляет Den Store Danske — датской онлайн-энциклопедией с открытым доступом.

## Дочерние компании
Дочерние компании издательства Gyldendal:
- Borgen
- Gyldendal Business
- Gyldendals Leksikon
- Hans Reitzels Forlag
- Forlaget Fremad
- Samlerens Forlag
- Høst & Søns Forlag
- Rosinante & Co
- Munksgaards Forlag
- Exlibris Musik
- Forlaget Forum
- Systime Forlag — разрабатывает учебные материалы для датского образовательного сектора.
- Akademisk Forlag — издает учебные и справочные материалы для профессионального образования и обучения.
- Schultz Forlag
- Nyt Juridisk Forlag
- Forlaget Cicero/Chr. Erichsen — издает художественную литературу и книги по истории культуры.
- Superpocket
- Flamingo
- Tiderne Skifter
- Gyldendals Bogklubber — занимается поддержкой книжных клубов.
- KREA Medie — специализируется на образовательных и развлекательных компьютерных играх для детей и молодежи.
- Nordisk Bog Center — занимается оптовыми продажами и обслуживаниеми оптовых покупателей.